# Laxsjö kyrka
Laxsjö kyrka är en kyrkobyggnad i Laxsjö. Den är församlingskyrka i Föllinge, Hotagen och Laxsjö församling i Härnösands stift.

## Historik
År 1870 ansöktes till Kunglig Majestät om att få bilda ett kapellag bestående av byarna Laxsjö, Hökvattnet, Almdalen, Tuvattnet och Laxviken. En egen predikant skulle utses och kyrkan byggas i Laxsjö medan kapellagets ordförande kom från Laxviken. Den 21 juni 1872 skrev kung Karl XV under ett medgivande.
Grundgrävningen påbörjades 1875 och slutfördes senare samma år. Det beslöts även under sommaren att befolkningen själva skulle bygga kyrkan genom dagsverken som avlades i en takt av 1 per rök, det vill säga rykande skorsten (hushåll). Dagsverken avverkades en vecka i taget, men ursäkt gavs för ålder, sjukdom eller fattigdom. Även ensamstående mödrar och änkor måste delta genom att antingen leja en man att göra dagsverken eller att göra dagsverken själva.
Granit till väggarna forslades från Flykälen. År 1878 inköptes till priset av 4 öre per aln totalt 2 770 kvadratalnar (ca 977 m²) att användas som kyrkogård.

1880 ansöktes om ett statsanslag på 50 000 kronor för att kunna slutföra bygget. Detta bifölls av Kungl. Maj:t och arbetet kunde fortsätta. Den första gudstjänsten hölls 4 september 1881 i en då dörr- och fönsterlös kyrka. Storklockan göts av Linderbergs metallfabrik i Sundsvall 184, då kung Oscar II regerade. På storklockan finns att läsa 
| ” | Kom Laxsjöbo när Du förnimmer mitt ljud. Till Herrens helgedom att lofva Din Gud. | „ |

 samt synligt på bild nedan 
| ” | År 1884 under Konung Oscar II regering, då Doctor L. Landgren var Biskop, John Eriksson var Landshövding, N. J. Eriksson var V. Pastor blef denna klocka på bekostnad af framlidne Handlanden J. Svensson gjuten vid N.P. Linderbergs Metallfabrik, Sundsvall, | „ |

 Den mindre klockan har bland annat texten 
| ” | När Vi genom nejden mana: Kom! Samlens då mangrant uti Herrans hus för att där i ödmjuk andakt nalkas och tillbedja Vår Gud, | „ |

Kyrkorgeln invigdes den 6 november 1887 och hade då kostat 4 500 kronor. Den har 15 stämmor på två manualklaviaturer och en pedalklaviatur.
Den färdigställda kyrkan beräknades rymma 500 personer, och den 31 december 1888 tillfördes de båda byarna Flykälen och Vitvattnet till församlingen från att tidigare tillhört Hammerdals församling.
1944 installerades ett urverk (se bild nedan). 1955 renoverades kyrkan till priset av 201 683 kronor, och fick då bland annat avlopp och toaletter samt elvärme. Årsskiftet 2006–2007 slogs Laxsjö församling samman med församlingarna i Föllinge och Hotagen och bildade då Föllinge, Hotagen och Laxsjö församling, som i mars 2009 namnändrades till Föllingebygdens församling.

## Galleri

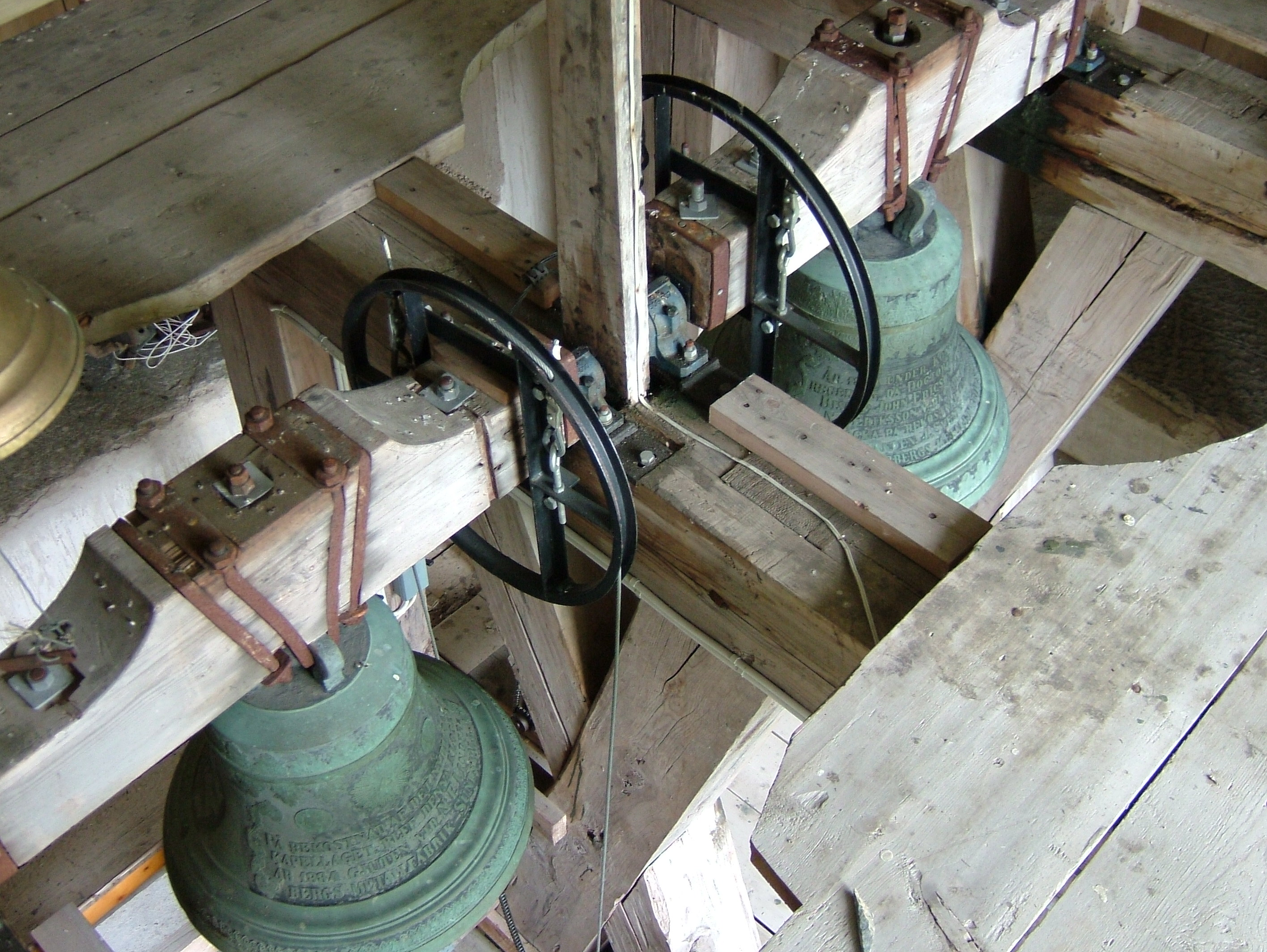
De två klockorna i Laxsjö kyrkas torn. På vänster kant (delvis utanför bild ovanför lillklockan) ses den lilla timslagsklockan.
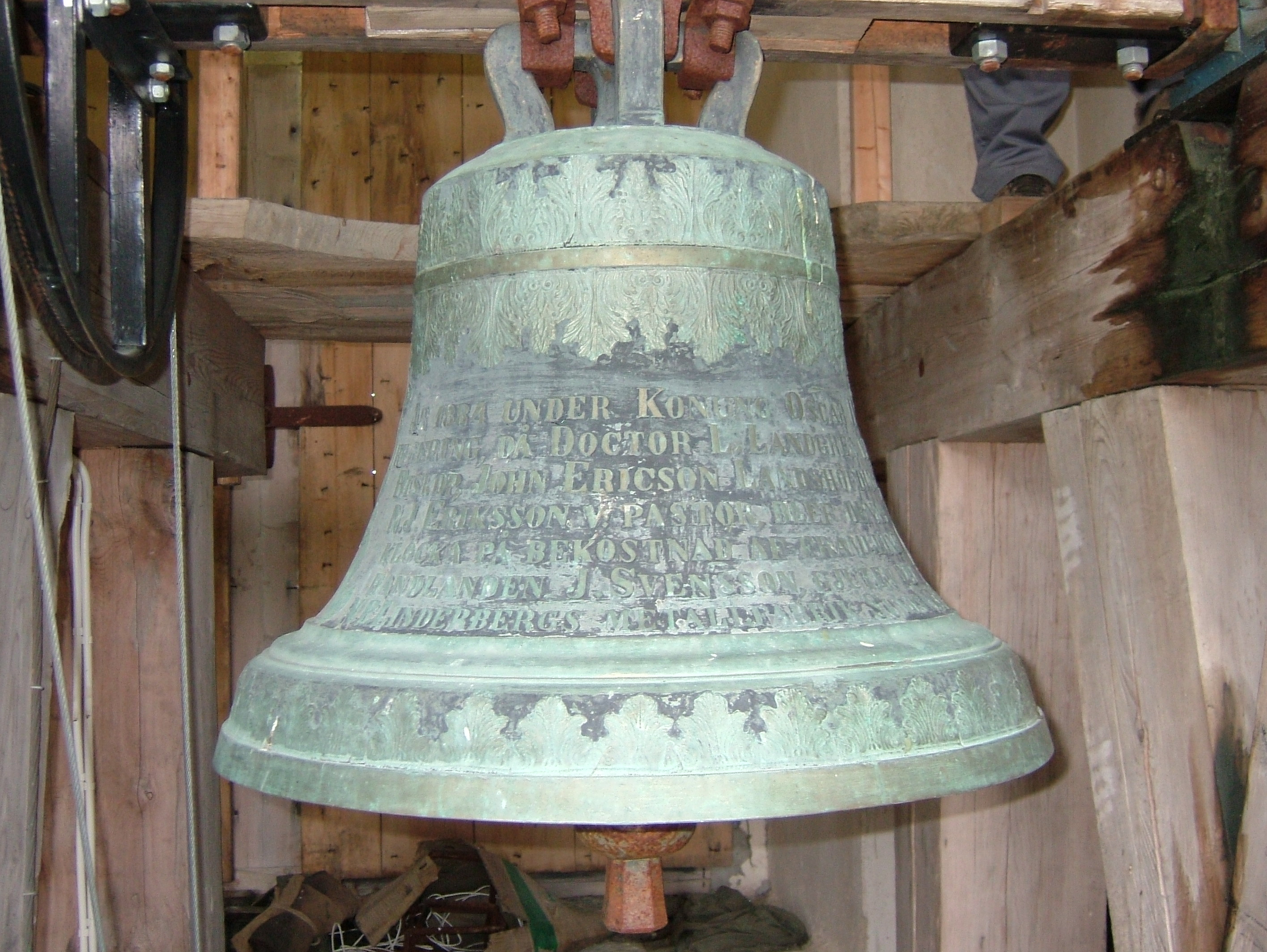
Närbild på storklockan.
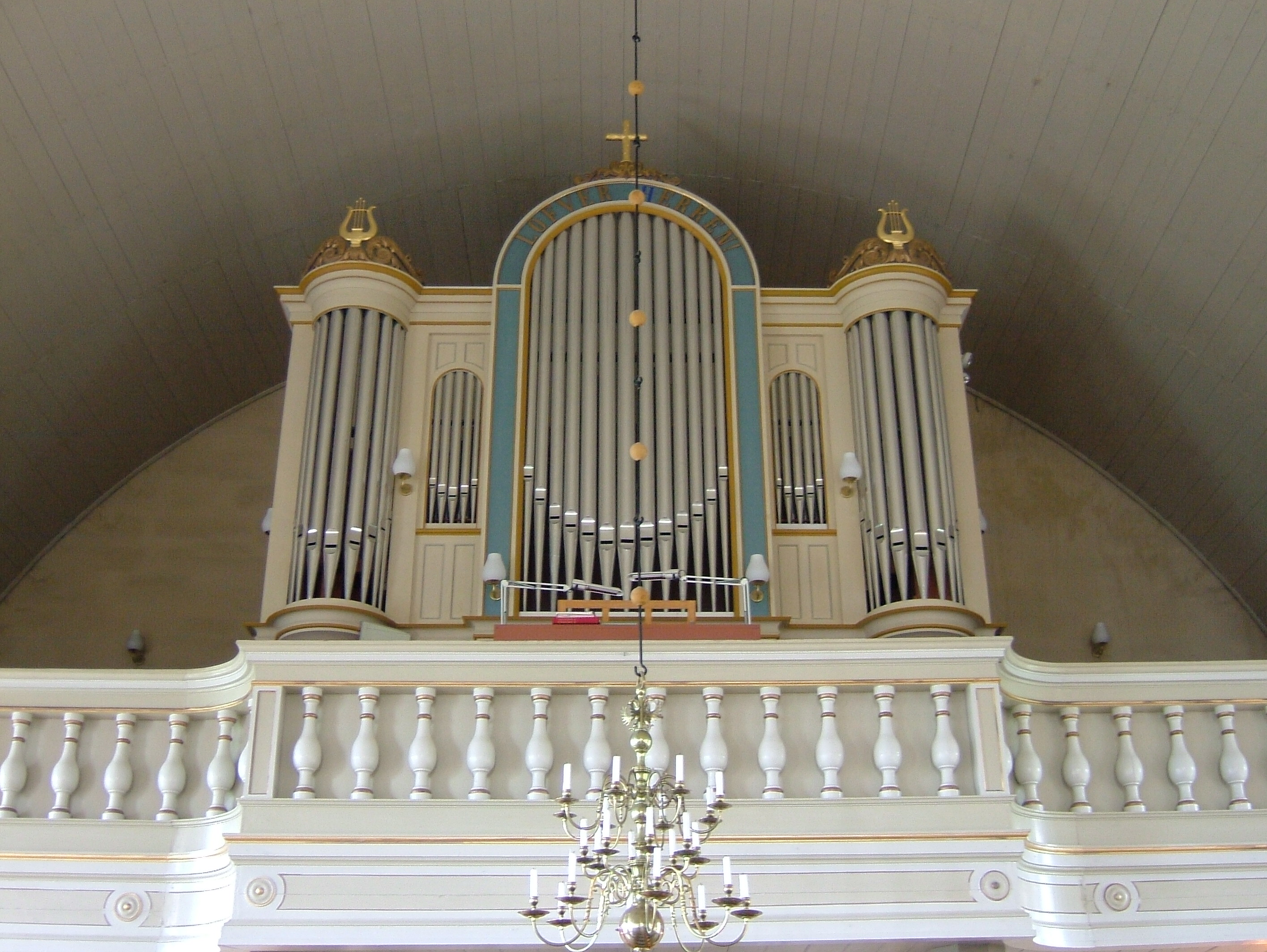
Orgeln renoverades år 1955 till en kostnad av 16 000 kronor.
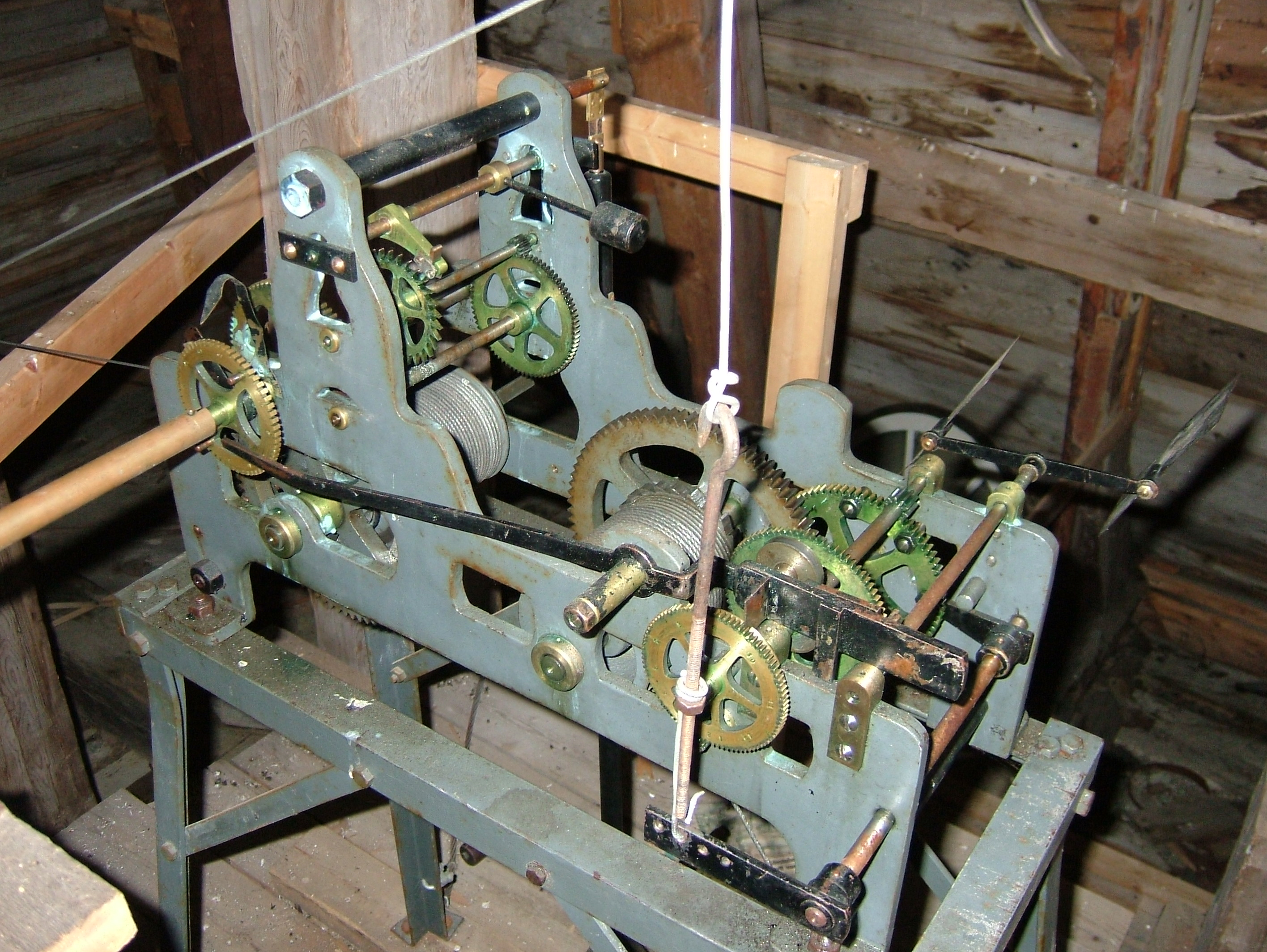
Urverket måste fortfarande dras upp manuellt minst en gång i veckan för att undvika avbrott i korrekt tidsvisning.
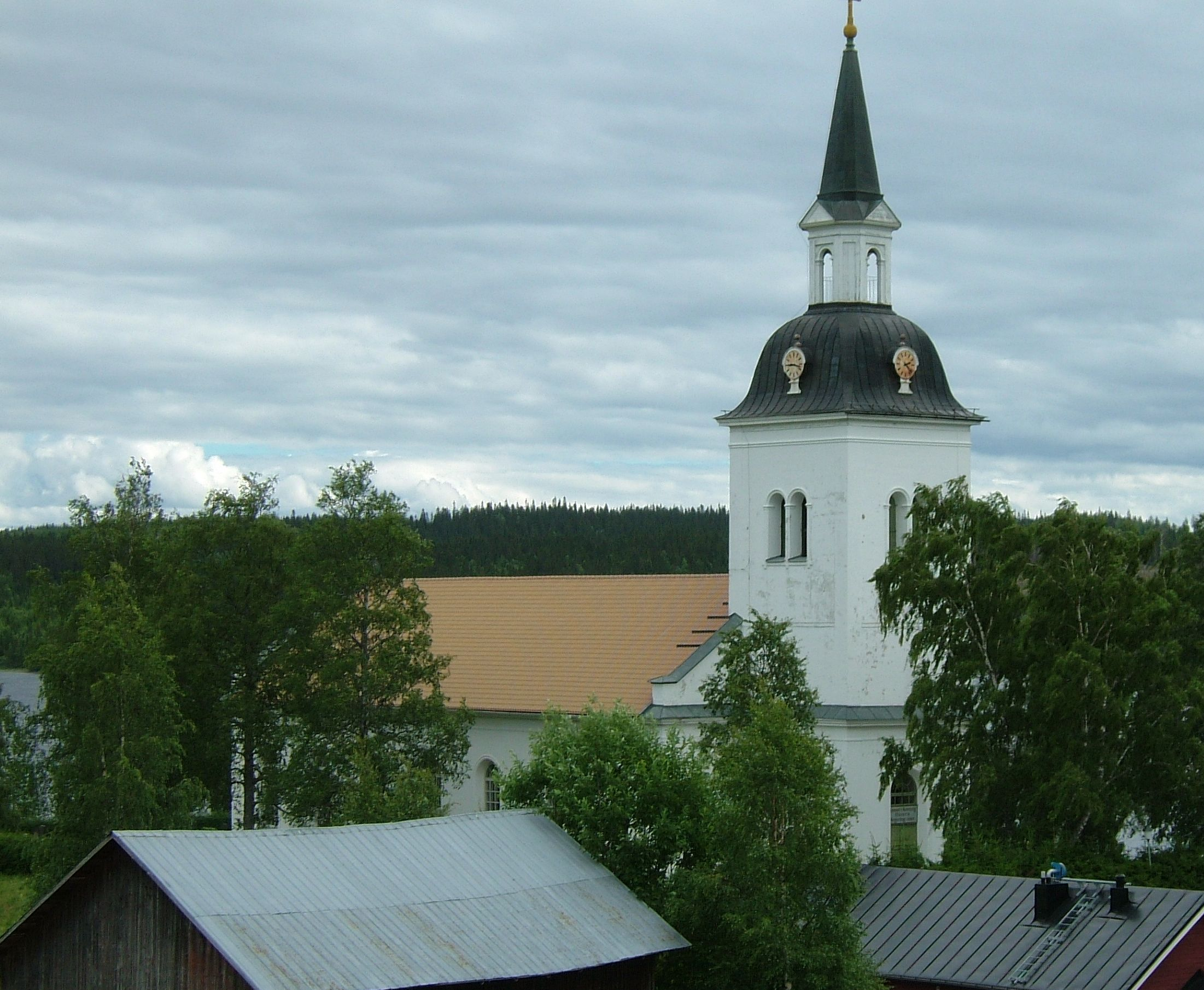
Laxsjö kyrka i mitten av juli 2007